# Allacta maculicollis
Allacta maculicollis es una especie de cucaracha del género Allacta, familia Ectobiidae. Fue descrita científicamente por Hanitsch en 1927.

## Distribución
Esta especie se encuentra en Vietnam.